# Nigerias flag
Nigerias nationalflag består af tre lige brede lodrette bånd i farverne grøn, hvid og grøn. De grønne felter i flaget symboliserer agerbrug og frugtbarhed. Det hvide felt symboliserer enhed og fred.
| Flag | Spire Denne artikel om flag eller vexillologi er en spire som bør udbygges. Du er velkommen til at hjælpe Wikipedia ved at udvide den. |